# Les Échelles du Levant
Les Échelles du Levant est un roman d'Amin Maalouf publié en 1996 aux éditions Grasset. Il raconte les aventures d'Ossyane, musulman né dans les dernières années de l'Empire ottoman, qui vient en France pour ses études et s'engage dans la Résistance pendant la Seconde Guerre mondiale. À la Libération, il épouse Clara, une jeune juive, également Résistante, avec qui il a une fille avant que le conflit israélo-palestinien ne le sépare de sa famille.
Le titre du roman fait référence aux échelles du Levant, comptoirs français au Proche-Orient établis au XVIe siècle et sur lesquels le sultan ottoman avait concédé son autorité juridique et commerciale.